# Жарново-Друге
Жарново-Друге (пол. Żarnowo Drugie) — село в Польщі, у гміні Августів Августівського повіту Підляського воєводства.
Населення — 319 осіб (2011).
У 1975-1998 роках село належало до Сувальського воєводства.

## Демографія
Демографічна структура станом на 31 березня 2011 року:
|          | Загалом | Допрацездатний вік | Працездатний вік | Постпрацездатний вік |
| -------- | ------- | ------------------ | ---------------- | -------------------- |
| Чоловіки | 158     | 46                 | 92               | 20                   |
| Жінки    | 161     | 43                 | 90               | 28                   |
| Разом    | 319     | 89                 | 182              | 48                   |